# Jahnishausen

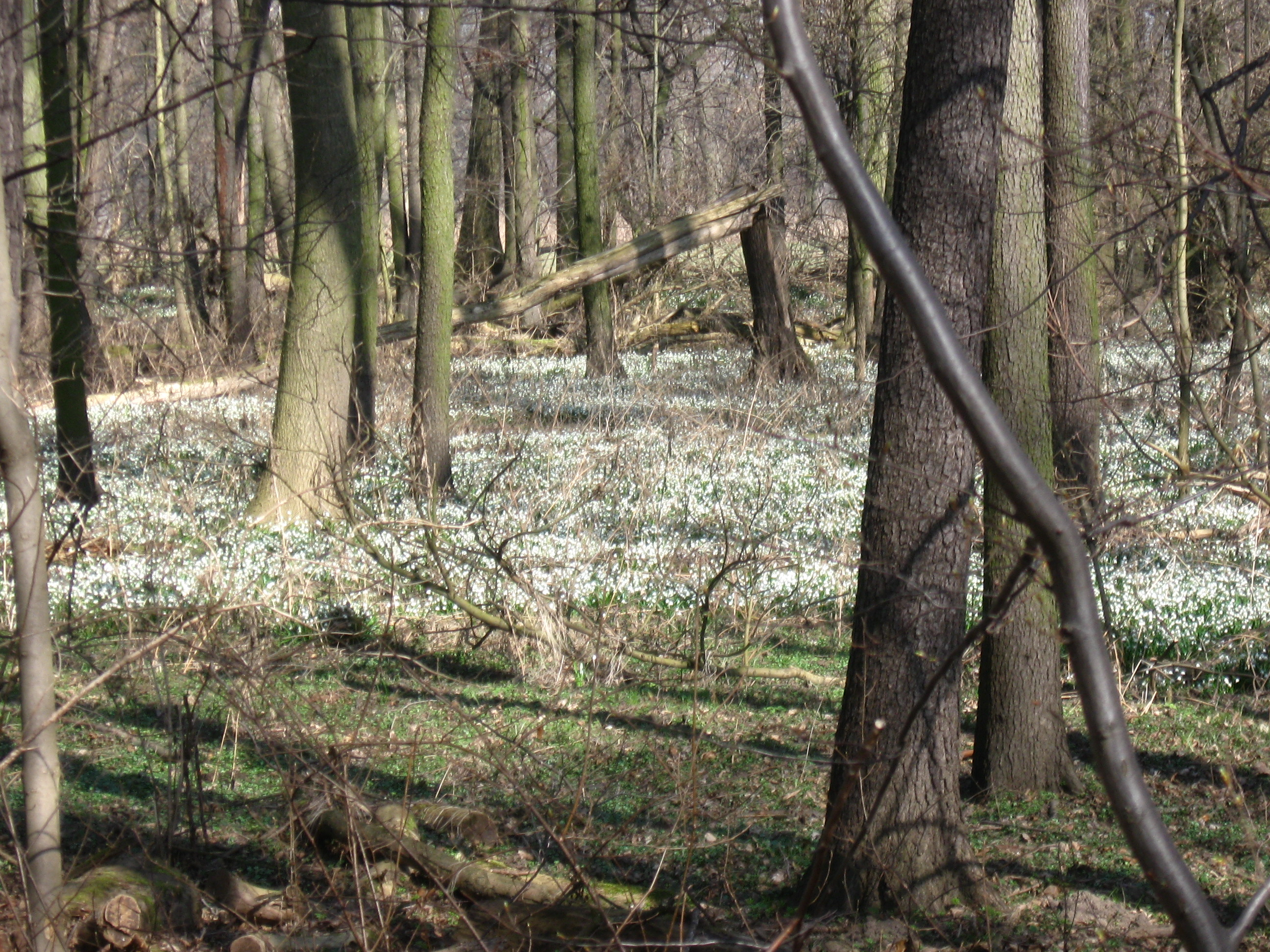
Märzenbecher im Schlosspark

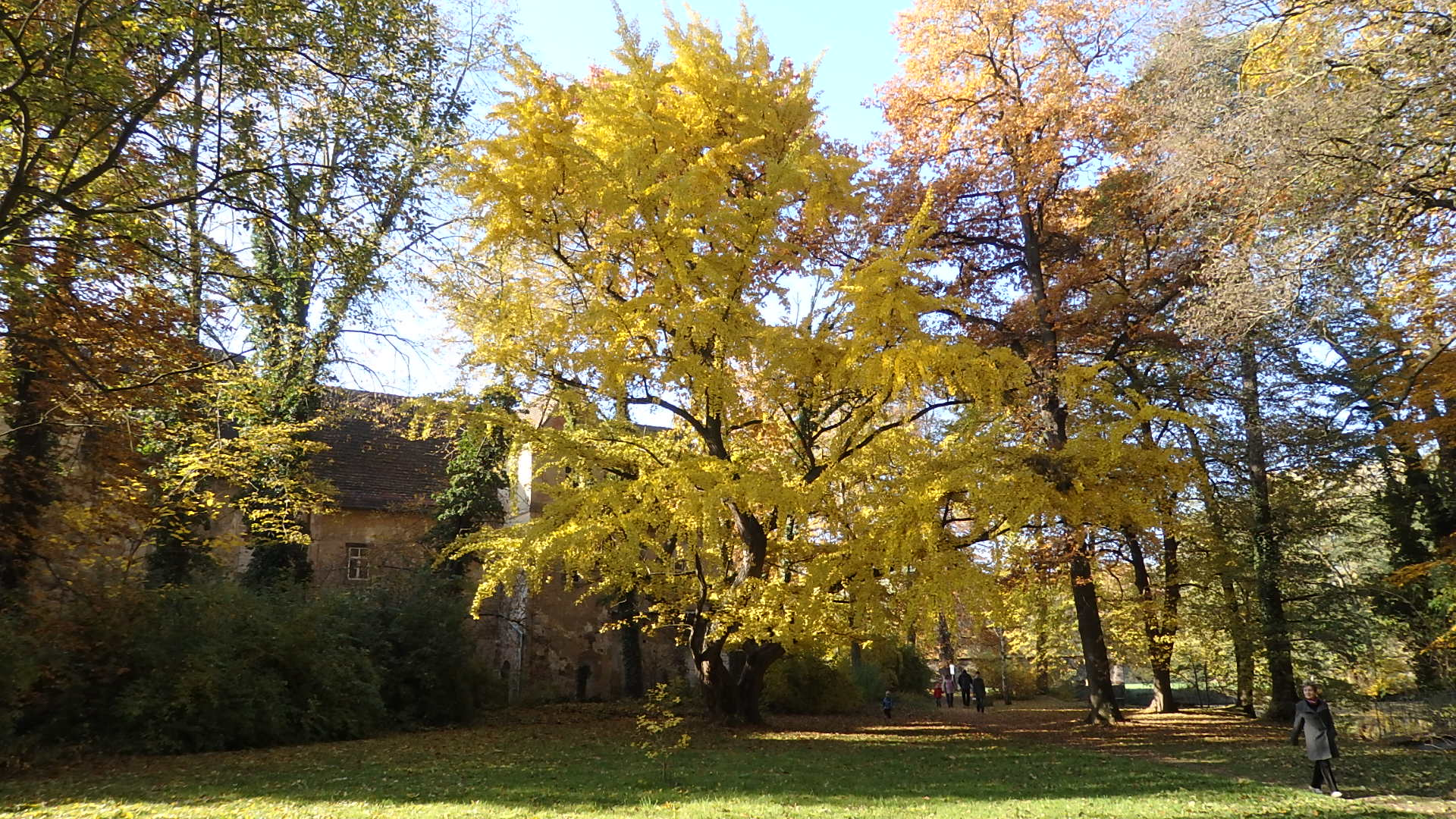
Ginkgo-Baum im Schlosspark von Jahnishausen im Herbstkleid. Am 19. Oktober 2019 von der Deutschen Dendrologischen Gesellschaft zum zweiten Nationalerbe-Baum ausgerufen.

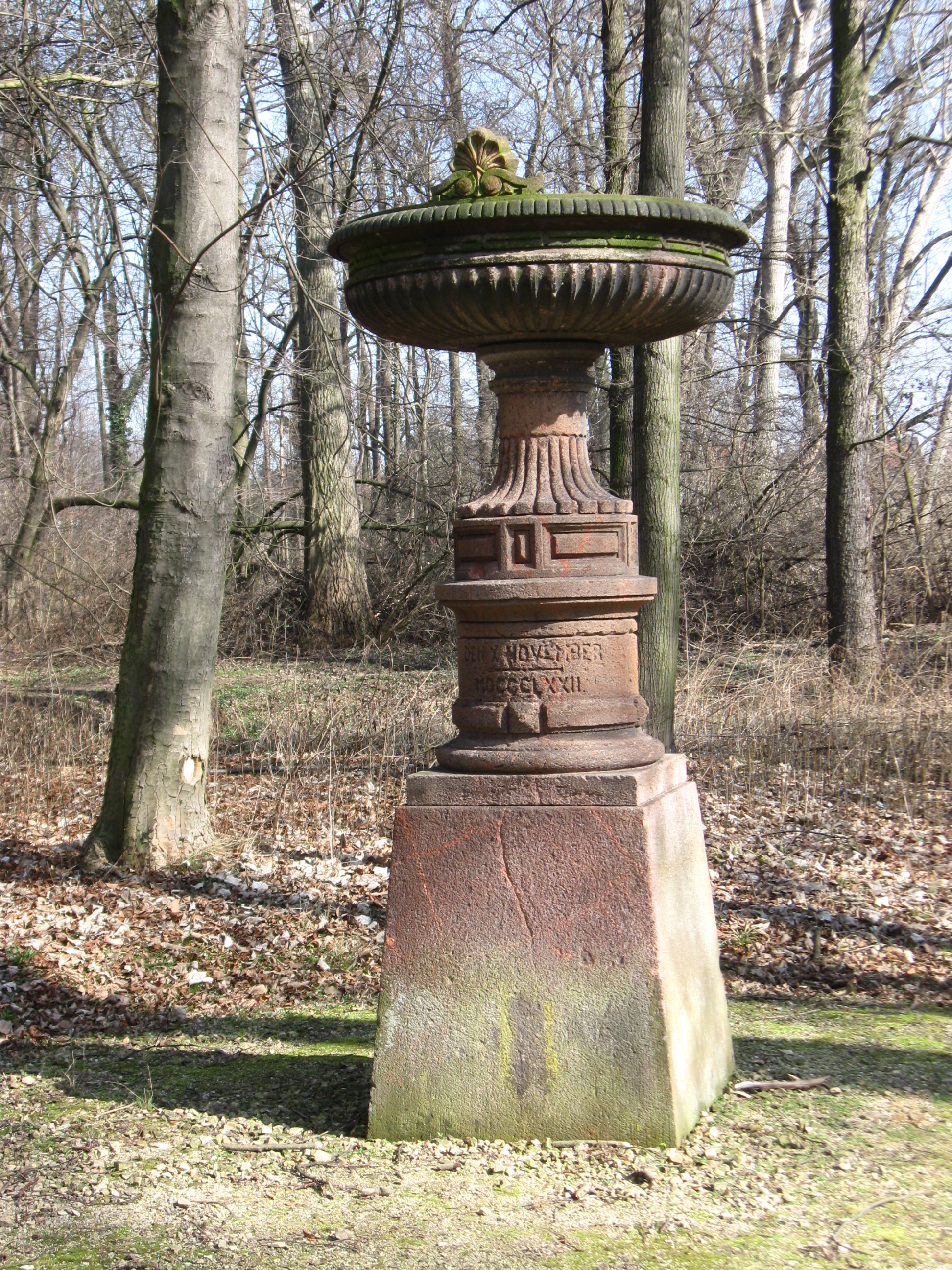
Hochzeitsvase

Jahnishausen (Landkreis Meißen, Sachsen) ist ein Stadtteil der Stadt Riesa etwa 4 km südlich vom Stadtzentrum am rechten Ufer eines rechten Nebenarmes der Jahna. Es ist heute bekannt durch den Gebäudekomplex des ehemaligen Schlosses (eine Zweiflügelanlage) mit anschließendem Park mit Märzenbecherwiesen. Der Park gehört zum Landschaftsschutzgebiet Jahnatal. Nennenswert für den Park ist auch ein 200-jähriger männlicher Ginkgo-Baum an der Rückfront des Schlosses (gepflanzt um 1809). Im Ort befindet sich weiterhin eine Kirche mit einem bemerkenswerten ovalen Grundriss.

## Geschichte von Ort und Schloss
Nachfolgend ein Überblick über die Geschichte des Ortes sowie Schloss und Kirche:
Die erste Besiedlung des Gebietes zwischen Meißen und Riesa erfolgte nach 2000 v. Chr., vermutlich im Rahmen der Aunjetitzer Kultur. Das Schloss steht auf dem Gelände einer frühdeutschen Wasserburg, deren Vorgänger eine slawische Wallanlage an der Einmündung der Keppritz in die Jahna war. Erstmals ist eine Erwähnung als Wacswicz im Jahr 1334 verzeichnet. Für das Jahr 1389 wurde Bernhard von Kanitz als Besitzer genannt. Nach 1431 erwarb es die Familie von Schleinitz auf Seerhausen. Zu Zeiten der Gutsherrschaft von Jahn (Johann) von Schleinitz wurde der Ort 1500 zu Jahnishausen umbenannt.
Im Zuge des Dreißigjährigen Krieges gab es in den Jahren zwischen 1636 und 1645 wiederholt Verwüstungen durch schwedische Truppen. Die Behebung der Kriegsschäden durch Friedrich August von Kötteritz wurde dann anschließend vorgenommen (1645–1676).
Um 1665 wurde die erste Dorf-Kirche erbaut. Maria Sophia Freifrau von Reichenbach geb. Friesen (23. Juli 1652 bis 13. Juni 1718) bewohnte mit Unterbrechungen Schloss Jahnishausen in der Zeit zwischen 1690 und 1718. Anschließend  war es im Besitz der Familie von Callenberg (1718–1786). Während dieser Zeit wurde das Schloss im Jahre 1730 durch einen Brand zerstört. Nach 1786 wurde es vom kursächsischen Hauptmann Christoph Dietrich von Plötz provisorisch wieder hergestellt.
Im Sächsischen Bauernaufstand 1790 erzwangen die Jahnishausener vorübergehend einen Verzicht vom Gutsherrn auf Dienst und Zinsen. Im gleichen Jahr wurde auf Initiative von Christoph Dietrich von Plötz auf dem Boden der ersten Dorf-Kirche eine neue – die heutige Dorf-Kirche – erbaut und geweiht (mit einem Kanzelaltar in klassizistischer Form).
1796 kam es dann zur Wiederherstellung des Schlosses durch den Königlich Sächsischen Geheimen Kabinets- und Kriegs-Minister Georg Wilhelm von Hopfgarten († April 1813, siehe auch Großjena).
1824 erwarb der sächsische Prinz und spätere König Johann (bekannt unter dem Pseudonym Philalethes) das Rittergut Jahnishausen. Der westliche Schlossflügel wurde im klassizistischen Stil erneuert. Anlässlich der Goldenen Hochzeit von König Johann mit Prinzessin Amalie Auguste von Bayern 1872 erhielt das Paar zwei sogenannte steinerne Hochzeitsvasen aus Rochlitzer Porphyr, davon steht eine im Schlosspark und die zweite stand bis vor 2000 auf dem heutigen Gelände des Wasserwerkes Dresden-Hosterwitz. Besondere  Bedeutung erlangte das Schloss durch die Übersetzung von Dantes Göttliche Komödie, an welcher Prinz Johann neben Schloss Weesenstein hier von 1825 bis 1848 arbeitete. Sein ehemaliges Arbeitszimmer – das Giebelzimmer des Nordflügel des Schlosses – ebenso wie sein Sekretär kann besichtigt werden.
Ab 1899 wurde das Gebäude von den sächsischen Königen Albert, Georg, Friedrich August III. und dem Prinzen Ernst Heinrich von Sachsen als Jagdschloss genutzt.
Um 1930 diente das Schloss als Erholungsheim. 1945 wurde es durch Enteignung und Bodenreform 1945 zum Bestandteil eines Volkseigenen Gutes und beherbergte u. a. einen Kindergarten, Kinderhort sowie Kulturräume. Bis 1945 war es im Besitz des sächsischen Königshauses.
Durch einen Dachstuhlbrand (1969/1970) wurde der östliche Gebäudeflügel zerstört und das gesamte Gebäude durch behördliche Entscheidung aufgegeben und es verfiel. Der Schlosspark wurde 1991 wieder in einen ansehnlichen Zustand versetzt.
Am 1. März 1994 fand die Eingemeindung von Jahnishausen nach Riesa statt.  Die Ruine wurde 1995 durch die Deutsche Stiftung Denkmalschutz gesichert. Der ehemalige Schlosskomplex wurde 2002 von der Gemeinschaft „Lebenstraum“ ersteigert.
Zur Wiederherstellung von Schloss Jahnishausen gründete sich im Jahre 2003 der Kulturverein Accademia Dantesca Jahnishausen e. V.

## Nutzung des ehemaligen Schlosses
Die alternativ-ökologisch orientierte Gemeinschaft „Lebenstraum“, in der Rechtsform einer Genossenschaft, wurde 2002 mit Datum der Ersteigerung des ehemaligen Rittergutes begründet. Innerhalb von zehn Jahren ist der kleinere Teil des Gebäudes unter Wahrung des Denkmalschutzes restauriert worden, um dort Wohnungen, Gemeinschaftsräume, Ateliers und Werkstätten einzurichten.

## Filmdokumentation
- 2014: Träume auf dem Rittergut – Anders leben in Jahnishausen, Dokumentarfilm – Produktion, Drehbuch und Regie: Heike Bittner